# Johann Maria Heimann

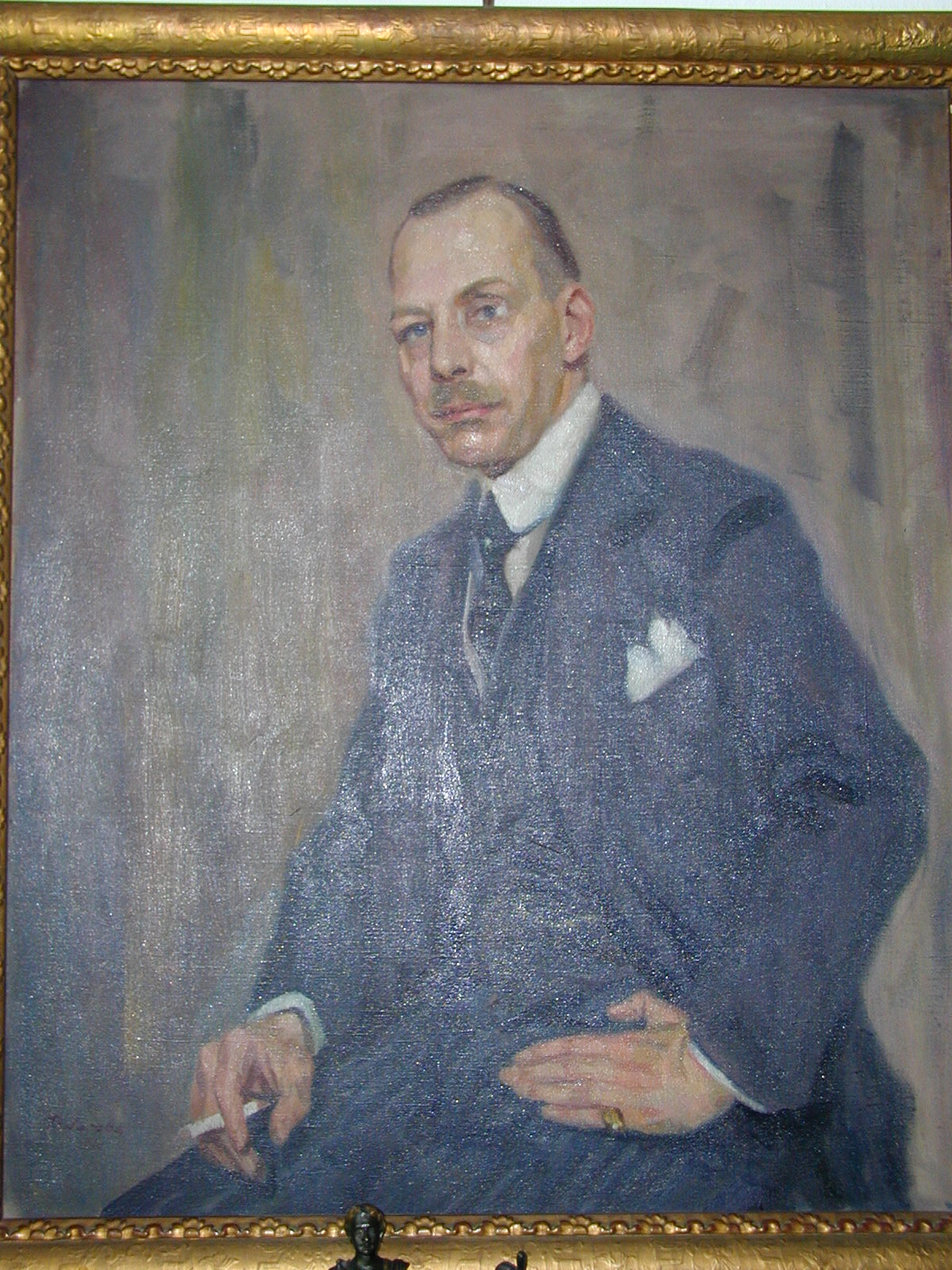
Johann Maria Heimann

Heimann als Heidelberger Rhenane, um 1900

Johann Maria Heimann (* 3. April 1878 in Burtscheid; † 20. November 1931 in Ziegelhausen) war ein deutscher Industrieller.

## Leben
Johann Maria Heimann war Sohn des Kölner Kommerzienrats Johann Maria Friedrich Heimann. Er besuchte das Friedrich-Wilhelm-Gymnasium in Köln und studierte Chemie an der Universität Heidelberg. Hier wurde er Mitglied des Corps Rhenania.
Nach Ablegung des chemischen Verbandsexamens wurde er zunächst Kaufmann in London. Später wurde er als vierfacher Urenkel des Gründers geschäftsführender Teilhaber der Firma Johann Maria Farina gegenüber dem Jülichs-Platz in Köln.
Er war Handelsgerichtsrat, Mitglied der Industrie- und Handelskammer zu Köln, Vorstandsmitglied des Verbandes deutscher Parfumfabrikanten und des Arbeitgeberverbandes der Chemischen Industrie Deutschlands. 1925 trat er aus gesundheitlichen Gründen aus der Firma aus und ließ sich in Heidelberg-Ziegelhausen nieder.
Heimann war verheiratet mit Hetty, geborene Neven DuMont, aus der bekannten Kölner Verlegerfamilie.